# Institut sud-africain des relations raciales
L'Institut sud-africain des relations raciales (South African Institute Of Race Relations - SAIRR) est une organisation indépendante de recherche et de politique en Afrique du Sud, fondée en 1929. Son domaine de recherche sont les sciences sociales et les sciences économiques. Son objectif est d'étudier les conditions socio-économiques, telles que la pauvreté, les inégalités et les relations entre groupes de communautés raciales différentes, et de proposer des solutions. Historiquement opposé à la politique d'apartheid, ce think tank, d'inspiration libérale, promeut un système de gouvernement limité, l'économie de marché, l'entreprise privée, la liberté d'expression, la liberté individuelle et d'une manière générale la primauté du droit.  Le SAIRR gère un programme de bourse depuis 1935. Nelson Mandela a notamment été allocataire de l'une de ces bourses afin de terminer ses études de droit. 
Son siège social est situé à Johannesburg.

## Domaine de recherches
L'institut déclare faire des recherches, recueillir des données, effectuer des analyses de risque et des études prospectives sur l'Afrique du Sud. Son domaine d'expertise concerne les relations raciales sous tous ses aspects, l'économie, les entreprises, le marché du travail, le système éducatif, la démographie, les conditions de vie, la criminalité, la sécurité,  les soins de santé, la réforme agraire, les prestations de services, la politique et les affaires gouvernementales. 
Elle édite plusieurs publications, mises à la disposition de ses abonnés parmi lesquelles des entreprises sud-africaines, des ministères et des organismes gouvernementaux sud-africains ainsi que des gouvernements. Ses recherches sont aussi mises à disposition du Parlement sud-africain, des gouvernements provinciaux et locaux, des partis politiques et des médias.
L'Institut sud-africain des relations raciales a établi des succursales dans plusieurs villes sud-africaines, notamment au Cap, à Port Elizabeth, East London et Durban.

## Historique

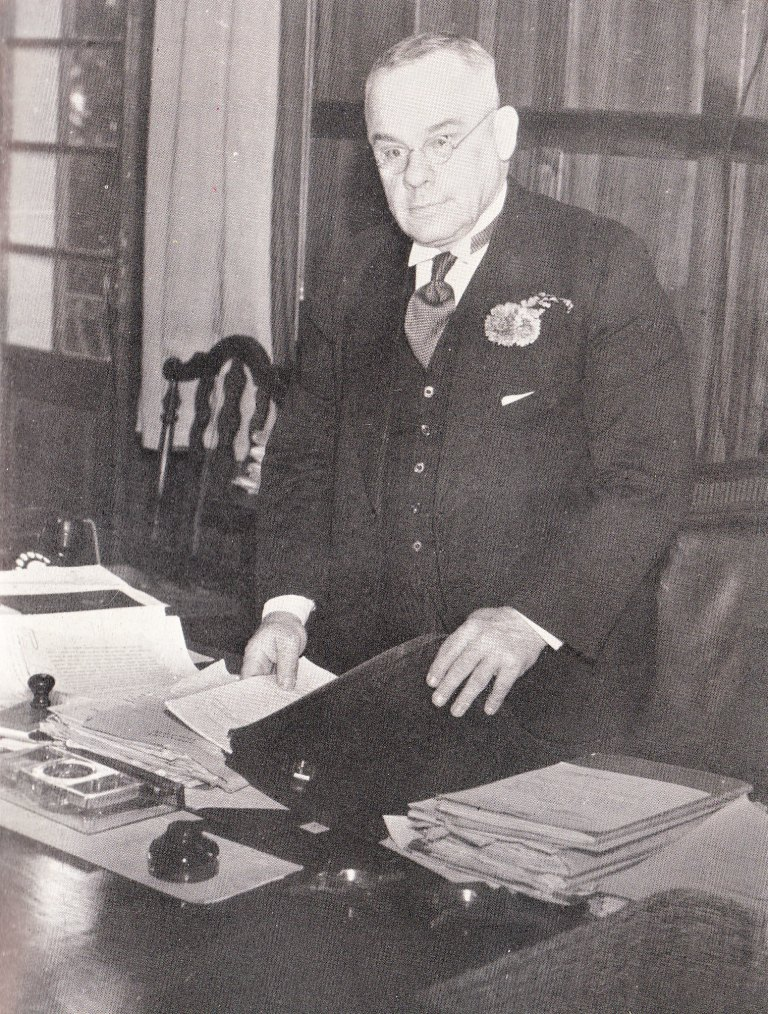
Jan Hendrik Hofmeyr, membre important du SAIRR dans les années 1930

L'institut est fondé en 1929 pour soutenir la coopération entre les communautés raciales d'Afrique du Sud et effectuer des recherches sur ces relations. 
La réunion inaugurale a lieu le 9 mai 1929 à Johannesburg dans la maison du missionnaire Révérend Ray E. Phillips. Ses fondateurs sont Davidson Don Tengo Jabavu, fils de John Tengo Jabavu et l'un des premiers professeurs de l'Université de Fort Hare, Johannes du Plessis, un missionnaire et théologien, Charles Templeman Loram, un inspecteur en chef de l'éducation autochtone dans la province du Natal, Edgar Brookes, un professeur d'université, J. Howard Pim, un fonctionnaire du gouvernement, Thomas W. Mackenzie, le rédacteur en chef d'un journal sud-africain et Joseph Henry Nicholson, un ancien maire de Durban.
Au début des années 30, le SAIRR trouve allié de poids au gouvernement sud-africain en la personne de Jan Hendrik Hofmeyr, un  homme politique libéral influent qui s'opposait à de nombreux projets de lois de l'époque qui visaient à renforcer les politiques discriminatoires. La mort précoce d'Hofmeyr et l'arrivée au pouvoir du parti national fragilise l'institut qui était devenu un think tank établi, avait soutenu les travaux de la commission Fagan et doit faire face à une autre organisation, le bureau sud-africain des affaires raciales (South African Bureau of Racial Affairs -SABRA), proche du parti national et pro-apartheid.
Le SAIRR est resté une organisation influente dans la société sud-africaine, à la fois durant l'apartheid et après l'apartheid.

## Études, rapports et prises de positions
Depuis 1934, le SAIRR produit et diffuse annuellement ses analyses sur les relations raciales en Afrique du Sud sous forme d'un rapport qui fait autorité et connu sous le titre actuel de South Africa Survey,.
En 2001, une enquête du SAIRR, dans la perspective de la conférence de Durban, souligne que la question du racisme est en neuvième position des préoccupations des Sud-Africains, loin derrière le chômage, la criminalité, le logement, l'accès à l’eau, l’éducation et la santé. L'analyse de l'enquête mentionne que la moitié des Sud-Africains estimaient que les relations raciales s'étaient améliorées.
En 2008, dans son rapport annuel sur les relations entre communautés, le SAIRR mentionne que, entre 1995 et 2005, 800 000 sud-africains blancs avaient quitté leur pays, majoritairemet des hommes actifs, âgés de 25 à 35 ans.
En 2016, dans le cadre du débat sur la lutte contre la criminalité en Afrique du Sud, SAIRR et l'ONG AfriForum publient un rapport intitulé Gagner la guerre contre le crime en Afrique du Sud: une nouvelle approche de la police communautaire proposant des solutions locales, reposant sur des partenariats entre police, les communautés et les sociétés de sécurité privées,. 
En 2017, SAIRR publie une vaste enquête de terrain sur la perception que les Sud-Africains avaient eux-mêmes de la situation des  relations raciales dans leur pays. Selon cette enquête, dont les résultats contredisaient certains commentateurs, une très grande majorité de sud-africains (72%) déclaraient n'avoir pas été victimes ou témoins de racisme dans leur vie quotidienne, plus de la moitié des répondants (55%) estimaient que les relations raciales s'étaient améliorées depuis 1994 et peu de Sud-Africains considéraient le racisme comme un problème grave non résolu. Ce résultat, confirmé par une autre enquête l'année suivante, fut contesté par l'éditorialiste et polémiste de City Press, Mondli Makhanya, qui déclara ne pas croire ces chiffres et traita IRR de négationniste. Le SAIRR confirma néanmoins le résultat de ses enquêtes, corroboré par d'autres enquêtes réalisées par la fondation des droits de l'Homme et le ministère de la Justice.
En 2017, Frans Cronje, directeur de SAIRR, souligne que près d'un demi-million de personnes ont été assassinés en Afrique du Sud depuis 1994 et que, concernant les attaques contre les fermiers, dont beaucoup sont blancs, il y a parfois des motivations racistes derrière ces crimes, mais pas systématiquement. Il souligne également la difficulté à quantifier ces crimes, y compris en termes d'estimations comparatives, et qu'en fonction de différentes variables prises en compte, il est possible de démontrer que les agriculteurs sont susceptibles d'être plus attaqués ou assassinés chez eux que les autres sud-africains ou bien que le taux de meurtre les concernant est comparable. Il estime qu'il n'existe pas de volonté politique pour aider les fermiers ou pour combattre la criminalité, que l'Etat s'est désengagé (entre autres) des communautés rurales et que la rhétorique politique décrivant les agriculteurs comme des voleurs, des violeurs ou des meurtriers qui méritent d'être expulsés, contribue à une situation d'insécurité pour les fermiers, lesquels sont vulnérables car isolés.

## Personnalités liées au SAIRR
- Jan Hendrik Hofmeyr
- Hermann Giliomee, président de l'Institut de 1994 à 1996
- Alan Paton
- Stoffel van der Merwe
- John Dugard, président de l'Institut de 1977 à 1979
- Helen Suzman, présidente de l'Institut de 1989 à 1992